# Língua caxemira
O caxemira, caxemiriano ou caxemíri (em caxemira: कॉशुर ou کٲشُر, transl. kạ̄shur; em hindustâni: कश्मीरी ou کشمیری, transl. kashmīrī) é uma língua dárdica falada principalmente no vale de Caxemira. Com cerca de 7 147 587 de falantes, é uma das 23 línguas oficiais da Índia. O caxemira pertence ao ramo indo-ariano da família linguística indo-europeia.
Atualmente, o caxemira é escrito no alfabeto perso-arábico (com algumas modificações) e em devanágari. O texto literário caxemira mais antigo em existência é a poesia de Lalleshvari, uma poetisa mística do século XIV.
A alfabetização em caxemira tem sido negligenciada devido a razões políticas, razão pela qual a língua é mais empregada em sua forma falada, embora os falantes de caxemira venham diminuindo em número.

## Fonética
· 

### Vogais
| Fechada | i | اِ  | इ | i | ɨ | إ | ॶ   | ü | u | اُ  | उ    | u | Fechada | iː | ای | ई | ī | ɨː | ٳ | ॷ   | ǖ | uː | اوٗ  | ऊ | ū | Fechada |
| Média   | e | اێ | ऎ | e | ə | أ | ॳ/ॲ | ö | o | اۆ | ऒ    | o | Média   | eː | اے | ए | ē | əː | ٲ | ॴ/ऑ | ȫ | oː | او  | ओ | ō | Média   |
| Aberta  |   |    |   |   | a | اَ | अ   | a | ɔ | اۄ | ॵ/-व | ọ | Aberta  |    |    |   |   | aː | آ | आ   | ā | ɔː | اۄا | औ | ọ̄ | Aberta  |

### Consoantes
|             |             | Labial | Labial | Labial | Labial | Dental | Dental | Dental | Dental | Alveolar | Alveolar | Alveolar | Alveolar | Retroflexa | Retroflexa | Retroflexa | Retroflexa | Palato-alveolar | Palato-alveolar | Palato-alveolar | Palato-alveolar | Velar | Velar | Velar | Velar | Glotal | Glotal | Glotal | Glotal |
| ----------- | ----------- | ------ | ------ | ------ | ------ | ------ | ------ | ------ | ------ | -------- | -------- | -------- | -------- | ---------- | ---------- | ---------- | ---------- | --------------- | --------------- | --------------- | --------------- | ----- | ----- | ----- | ----- | ------ | ------ | ------ | ------ |
| Nasal       | Nasal       | m      | م      | म      | m      | n̪      | ن      | न      | n      |          |          |          |          |            |            |            |            |                 |                 |                 |                 | (ŋ)   |       |       |       |        |        |        |        |
| Oclusiva    | (surda)     | p      | پ      | प      | p      | t̪      | ت/ط    | त      | t      |          |          |          |          | ʈ          | ٹ          | ट          | ṭ          |                 |                 |                 |                 | k     | ق/ک   | क     | k     |        |        |        |        |
| Oclusiva    | (aspirada)  | pʰ     | ف/پھ   | फ      | ph     | t̪ʰ     | تھ     | थ      | th     |          |          |          |          | ʈʰ         | ٹھ         | ठ          | ṭh         |                 |                 |                 |                 | kʰ    | خ/کھ  | ख     | gh    |        |        |        |        |
| Oclusiva    | (sonora)    | b      | ب      | ब      | b      | d̪      | د      | द      | d      |          |          |          |          | ɖ          | ڈ          | ड          | ḍ          |                 |                 |                 |                 | g     | غ/گ   | ग     | g     |        |        |        |        |
| Africada    | (surda)     |        |        |        |        |        |        |        |        | t͡s       | ژ        | च़        | c        |            |            |            |            | t͡ʃ              | چ               | च               | č               |       |       |       |       |        |        |        |        |
| Africada    | (aspirada)  |        |        |        |        |        |        |        |        | t͡sʰ      | ژھ       | छ़        | ch       |            |            |            |            | t͡ʃʰ             | چھ              | छ               | čh              |       |       |       |       |        |        |        |        |
| Africada    | (sonora)    |        |        |        |        |        |        |        |        |          |          |          |          |            |            |            |            | d͡ʒ              | ج               | ज               | j               |       |       |       |       |        |        |        |        |
| Fricativa   | (surda)     |        |        |        |        |        |        |        |        | s        | ث/س/ص    | स        | s        |            |            |            |            | ʃ               | ش               | श               | š               |       |       |       |       |        |        |        |        |
| Fricativa   | (sonora)    |        |        |        |        |        |        |        |        | z        | ذ/ز/ض/ظ  | ज़        | z        |            |            |            |            |                 |                 |                 |                 |       |       |       |       | h      | ح/ھ    | ह      | h      |
| Aproximante | Aproximante |        |        |        |        | l̪      | ل      | ल      | l      |          |          |          |          |            |            |            |            | j               | ے               | य               | y               | w     | و     | व     | w     |        |        |        |        |
| Rótica      | Rótica      |        |        |        |        | r̪      | ر      |        | r      |          |          |          |          |            |            |            |            |                 |                 |                 |                 |       |       |       |       |        |        |        |        |

## Referência
- «Kashmiri Omniglot - Escrita Caxemira»

1. ↑  Kiani, Khaleeq (28 de maio de 2018). «CCI defers approval of census results until elections» (em inglês)
2. ↑  (PDF). Census India 2011 http://censusindia.gov.in/2011Census/Language-2011/Statement-1.pdf Em falta ou vazio |título= (ajuda)
3. ↑  N Koul, Omkar; Wali, Kashi (2006). Modern Kashmiri Grammar (em inglês). Springfield: Dunwoody Press
4. ↑  « Koshur: Spoken Kashmiri: A Language Course: Transcription »